# 신호자극
신호자극(信號刺戟,sign stimulus)은 동물행동학(Ethology) 또는 신경행동학 등에서  동물의 본능이나 행동을 일으키는 자극을 말한다. 가시고기 암컷이 배를 수컷에게 드러내어 보이면 배의 색깔이 수컷을 자극하여 교미 행동이 시작되는데, 이 배의 색깔을 유발인자(또는 방출인자 releaser)라고 한다. 이러한 유발인자는 신호자극(sign stimulus)이다.

## 종특유행동
종특유행동(species-typical behavior)은 대표적인 신호자극 또는 유발인자로 고정패턴행동(Fixed action pattern)을 구성하는 생래적 방출기제(innate releasing mechanism ,IRM )를 잘 보여준다.
IRM은 동물행동학에서 유기체가 특정 방출인자에 대해 고정된 행동 패턴을 나타내는 가설로 신경학적 수단은 특정 유인자(elicitor)와 특정 행동 이벤트 간에 직접적인 대응이 있음을 시사한다. 예를 들어, 지그재그 춤(zigzag dance)은 배의 복부가 부은 같은 수컷 물고기와 암컷 물고기를 볼 때 독특하게 표현되는 수컷 큰가시고기(stickleback fish)에 의해 수행된다.

## 같이 보기
- 본능
- 자극통제